# Шарлотт-Дуглас
Міжнародний аеропорт Шарлотт-Дуглас (IATA: CLT, ICAO: KCLT, FAA ідент. місц.: CLT) — міжнародний аеропорт спільного базування, розташований у Шарлотті, штат Північна Кароліна, США. Створений у 1935 як муніципальний аеропорт Шарлотт, у 1954 перейменований у муніципальний аеропорт Дуглас на честь колишнього мера міста Шарлотт Бена Ельберта Дугласа, який керував будівництвом аеропорту.
Отримав свою нинішню назву в 1982, а станом на вересень 2017 він є другим за величиною хабом для American Airlines після Даллас — Форт-Верт, обслуговуючи 161 місцевий та міжнародний маршрути.
Станом на 2016 був 11-м найзавантаженішим аеропортом у Сполучених Штатах за пасажирообігом та 6-м за рухом літаків. Також аеропорт є 7-м найзавантаженішим аеропортом у світі за рухом літаків Тим не менш, Шарлотт є найбільшим аеропортом у Сполучених Штатах без будь-якого безупинного сервісу в Азію, і займає 19 місце за міжнародними пасажирськими перевезеннями. Аеропорт служить головним хабом до Карибських островів. CLT охоплює 2449 га землі.

## Авіалінії та напрямки на вересень 2018

### Пасажирські
| Авіакомпанія         | Пункт призначення | Джерела |
| -------------------- | --- | ------- |
| Air Canada Express   | Торонто-Пірсон | [ 6 ]   |
| American Airlines    | Олбані, Аруба, Атланта, Остін, Балтимор, Барбадос, Бостон, Буффало, Канкун, Чарлстон (Південна Кароліна), Чикаго-О'Хара, Клівленд, Колумбіс-Гленн (resumes October 4, 2018), Козумел, Кюрасао, Даллас-Форт-Верт, Денвер, Детройт, Форт-Лодердейл, Форт-Маєрс, Франкфурт, Гранд-Кайман, Грінсборо, Гаррісбург, Гартфорд, Гавана, Х'юстон-Інтерконтінентал, Індіанаполіс, Джексонвілл (Флорида), Канзас-Сіті, Лас-Вегас, Ліберія (Каліфорнія), Лондон-Хітроу, Лос-Анджелес, Мельбурн (Флорида), Мемфіс, Мехіко, Маямі, Міннеаполіс-Сент-Пол, Монтего-Бей, Мюнхен (починається 31 березня 2019), Міртл-Біч, Нашвілл, Нассау, Новий Орлеан, Нью-Йорк-Кеннеді, Нью-Йорк-Ла-Гуардія, Ньюарк, Норфолк, Орландо, Пенсакола, Філадельфія, Фінікс-Скай-Харбор, Піттсбург, Портленд (Мен), Портленд (Орегон), Провіденс, Провіденсіалес, Пунта-Кана, Ралей-Дурхам, Річмонд, Рочестер (Нью-Йорк, Сакраменто, Солт-Лейк-Сіті, Сан-Антоніо, Сан-Дієго, Сан-Францсико, Сан-Хосе-де-Коста-Рика, Сан-Хуан, Саванна, Сіетл-Такома, Сент-Луїс, Сент-Люсія, Сент-Мартен, Сент-Томас, Сирак'юз, Тампа, Таксон, Талса, Вашингтон-Даллес, Вашингтон-Національнийl, Вест-Палм-Біч, Вілмінгтон (Північна Кароліна) Сезонний: Антигуа, Барселона, Беліз, Бермуди, Дублін, Гвадалахара (починається 6 січня 2019), Мадрид, Монро, Париж-Шарль де Голль, Пуерто-Плата, Рим-Фіуміччіно, Сент-Круа, Сент-Кіттс, Сан-Хосе-дель-Кабо, Сан-Хосе (Каліфорнія) | [ 12 ]  |
| American Eagle       | Акрон-Кантон, Олбані, Еллентаун, Ешвілл, Атланта, Огаста (Джорджія), Остін, Бетон-Роудж, Бірмінгем (Алабама), Блаунтвілл-ТРі-Сітіс, Берлінгтон (Вермонт), Седар-Репідс-Айова-Сіті, Шампен-Урбана (починається 19 грудня 2018), Чарлстон (Південна Кароліна), Чарлстон (Західна Вірджинія), Шарлоттсвілл, Шаттануга, Цинциннаті, Клівленд, Колумбія (Південна Кароліна), Колумбус-Гленн, Дейтон, Дайтона-Біч, Де-Мон, Детройт, Евансвілл, Фаєттвілл-Бентонвілл, Фаєттвіл (Північна Кароліна), Флоренс (Південна Кароліна)), Форт-Волтон-Біч, Форт-Уейн, Фріпорт, Генесвілл, ГРанд-Репідс, ГРінсборо, Грінвілл (Північна Кароліна), ГРінвілл-Спартанбург, Галфорд-Білоксі, Гаррісбург, Гілтон-Гед, Хантінгтон (Західна Вірджинія), Ганствілл, Індіанаполіс, Ітака (починається 22 грудня 2018), Джексон, Джексонвілл (Флорида), Джексонвілл (Північна Кароліна), Ноксвілл, Лексінгтон, Літтл-Рок, Луїсвілл, Лінчбург, Медісон, Манчестер (Нью-Гемпшир), Марш-Харбор (починається 22 грудня 2018), Мельбурн (Флорида), Мемфіс, Мілвокі, Мобайл, Монтгомері, Монреаль-Трюдо, Міртл-Біч, Нашвілл, Нью-Берн, Нью-Гевен (Коннектикут) (починається 22 грудня 2018), Новий Орлеан, Нью-Йорк-Ла-Гуардія, Ньюпорт-Ньюс-Вільямсбург, Норфолк, Норд-Елутера (починається 22 грудня 2018), Оклахома-Сіті, Омаха, Панама (Флорида), Пенсакола, Пеорія, Піттсбург, Портленд (Мен), Провіденс, Річмонд, Роноук, Сент-Луїс, Селісбарі (Меріленд), Сан-Антоніо, Сарасота, Саванна, Шрівпорт, Саут-Бенд, Спрінгфілд-Бренсон, Сирак'юз, Таллахассі, Толедо, Торонто-Пірсон, Трі-Сітіс (Теннесі), Талса, Вашингтон-Даллес, Вашингтон-Національний, Вайт-Плейнс, Віклс-Барр-Скрентон, Віллмінгтон (Північна Кароліна) Сезонний: Бангор, Джорджтаун, Канзіс-Сіті, Кей-Вест, Нантукет, Ралей-Дцрхам, Репід-Сіті | [ 12 ]  |
| Delta Air Lines      | Атланта, Детройт, Міннеаполіс-Сент-Пол, Солт-Лейк-Сіті | [ 20 ]  |
| Delta Connection     | Цинциннаті, Міннеаполіс-Сент-Пол, НЬю-Йорк-Кеннеді, НЬю-Йорк-Ла-Гуардія Сезонний: Детройт | [ 20 ]  |
| Frontier Airlines    | Остін, Денвер, Орландо, Філадельфія, Тампа, Trenton Сезонний: Провіденс, Сан-Антоніо |         |
| JetBlue Airways      | Бостон, Нью-Йорк-Кеннеді | [ 22 ]  |
| Lufthansa            | Мюнхен | [ 23 ]  |
| Southwest Airlines   | Балтимор, Чикаго-Мідуей, Даллас-Лав, Х'юстон-Хоббі, Нашвілл | [ 24 ]  |
| Ultimate Air Shuttle | Цинциннаті-Ланкен | [ 25 ]  |
| United Airlines      | Чикаго-О'Хара, Денвер Сезонний: Х'юстон-Інтерконтінентал, Ньюарк | [ 26 ]  |
| United Express       | Цикаго-О'Хара, Денвер, Х'юстон-Інтерконтінентал, Ньюарк, Вашингтон-Даллес | [ 26 ]  |
| Vacation Express     | Сезонний чартер: Канкун, Пунта-Кана | [ 27 ]  |
| ViaAir               | Бреклі, Орландо-Стенфорд, Паркерсбург-Меріетта, Сент-Августин | [ 28 ]  |
| Volaris              | Гвадалахара |         |

### Вантажні
| Авіакомпанія  | Пункт призначення                                                               |
| ------------- | ------------------------------------------------------------------------------- |
| Ameriflight   | Атланта-Пічтрі, Балтімор-Мертін-Стейт, Бедфорд-Ганском-Філд, Орландо-Виконавчий |
| Amazon Air    | Цинциннаті, Онатріо                                                             |
| FedEx Express | Індіанаполіс, Лос-Анджелес, Мемфіс, Ньюарк                                      |
| UPS Airlines  | Колумбія (Південна Кароліна), Луїсвілл, Орландо, Філадельфія, Ралей-Дурхам      |

## Статистика

### Найпопулярніші напрямки
| Місце | Аеропорт                      | Пасажири | Перевізник(и)              |
| ----- | ----------------------------- | -------- | -------------------------- |
| 1     | Нью-Йорк-Ла-Гуардія, Нью-Йорк | 589,000  | American, Delta            |
| 2     | Даллас-Форт-Верт, Техас       | 589,000  | American                   |
| 3     | Чикаго-О'Хара, Іллінойс       | 581,000  | American, Frontier, United |
| 4     | Атланта, Джорджія             | 562,000  | American, Delta            |
| 5     | Орландо, Флорида              | 542,000  | American, Frontier         |
| 6     | Бостон, Массачусетс           | 508,000  | American, JetBlue          |
| 7     | NНьюарк, Нью-Джерсі           | 506,000  | American, United           |
| 8     | Фінікс-Скай-Харбор, Аризона   | 492,000  | American                   |
| 9     | Філадельфія, Пенсильванія     | 466,000  | American, Frontier         |
| 10    | Тампа, Флорида                | 426,000  | American                   |

| Місце | Аеропорт                                                                       | Пасажири | Перевізники          |
| ----- | ------------------------------------------------------------------------------ | -------- | -------------------- |
| 1     | Канкун                                                                         | 369,807  | American             |
| 2     | Монтего-Бей                                                                    | 295,390  | American             |
| 3     | Лондон-Хітроу                                                                  | 293,562  | American             |
| 4     | Пунта-Кана                                                                     | 271,524  | American             |
| 5     | Торонто-Пірсон                                                                 | 196,451  | Air Canada, American |
| 6     | Нассау                                                                         | 165,178  | American             |
| 7     | Франкфурт                                                                      | 140,140  | American             |
| 8     | Сент-Мартін                                                                    | 124,555  | American             |
| 9     | Гранд-Кайман                                                                   | 122,844  | American             |
| 10    | [[File:Flag of the Turks and Caicos Islands.svg\|border\|20px]] Провіденсіалес | 120,712  | American             |
| 11    | Ораньєстад                                                                     | 120,596  | American             |
| 12    | Мюнхен                                                                         | 112,238  | Lufthansa            |
| 13    | Рим-Фіумічіно                                                                  | 96,475   | American             |
| 14    | Париж-Шарль де Голль                                                           | 70,519   | American             |
| 15    | Дублін                                                                         | 63,539   | American             |
| 16    | Мадрид                                                                         | 60,638   | American             |
| 17    | Мехіко                                                                         | 59,770   | American             |
| 18    | Барселона                                                                      | 57,290   | American             |
| 19    | Сан-Хосе-де-Коста-Рика                                                         | 53,837   | American             |
| 20    | Монреаль                                                                       | 34,022   | American             |

### Частка авіакомпаній на ринку (за пасажирообігом)
| Місце | Авіакомпанія       | Пасажири   | Частка  |
| ----- | ------------------ | ---------- | ------- |
| 1     | American Airlines  | 25,006,000 | 60.42 % |
| 2     | Delta Air Lines    | 1,132,000  | 2.74 %  |
| 3     | Southwest Airlines | 613,000    | 1.48 %  |
| 4     | Frontier Airlines  | 339,000    | 0.82 %  |
| 5     | Endeavor Air       | 282,000    | 0.68 %  |

### Щорічний трафік
| 2000                                             | 23,073,894 | ▬         |
| 2001                                             | 23,177,555 | ▲ 0.45 %  |
| 2002                                             | 23,597,926 | ▲ 1.81 %  |
| 2003                                             | 23,062,570 | ▼ -2.27 % |
| 2004                                             | 25,162,943 | ▲ 9.11 %  |
| 2005                                             | 28,206,052 | ▲ 12.09 % |
| 2006                                             | 29,693,949 | ▲ 5.28 %  |
| 2007                                             | 33,165,688 | ▲ 11.69 % |
| 2008                                             | 34,739,020 | ▲ 4.74 %  |
| 2009                                             | 34,536,666 | ▼ -0.58 % |
| 2010                                             | 38,254,207 | ▲ 10.76 % |
| 2011                                             | 39,043,708 | ▲ 2.06 %  |
| 2012                                             | 41,228,372 | ▲ 5.60 %  |
| 2013                                             | 43,456,310 | ▲ 5.40 %  |
| 2014                                             | 44,279,504 | ▲ 1.89 %  |
| 2015                                             | 44,876,627 | ▲ 1.01 %  |
| 2016                                             | 44,422,022 | ▼ -1.00 % |
| 2017                                             | 45,909,899 | ▲ 3.35 %  |
| Джерело: Charlotte Douglas International Airport |            |           |